# Малиновка (Татарстан)
Малиновка (тат. Малиновка) — посёлок в Ютазинском районе Республики Татарстан России. Входит в состав Ютазинского сельского поселения.

## География
Посёлок находится в юго-восточной части Татарстана, в лесостепной зоне, в пределах Бугульминско-Белебеевской возвышенности, к востоку от автодороги 16К-1703, на расстоянии примерно 19 километров (по прямой) к северо-западу от посёлка городского типа Уруссу, административного центра района. Абсолютная высота — 206 метров над уровнем моря.

### Климат
Климат характеризуются как умеренно континентальный, с продолжительной умеренно холодной зимой и тёплым коротким летом. Среднегодовая температура воздуха составляет 3,2 °С. Средняя температура воздуха самого холодного месяца (января) — −12 °C; самого тёплого месяца (июля) — 18,7 °C. Среднегодовое количество атмосферных осадков составляет 528 мм, из которых более 70 % выпадает в период с апреля по октябрь.

### Часовой пояс
Посёлок Малиновка, как и весь Татарстан, находится в часовой зоне МСК (московское время). Смещение применяемого времени относительно UTC составляет +3:00.

## Население
Население посёлка Малиновка в 2011 году составляло 34 человека.

### Национальный состав
Согласно результатам переписи 2002 года, в национальной структуре населения русские составляли 84 % из 55 чел.